# 2021年以降のアメリカ合衆国における禁書運動
この項目では2021年以降のアメリカ合衆国における禁書運動（2021ねんいこうのアメリカがっしゅうこくにおけるきんしょうんどう）を扱う。
2021年から、アメリカ合衆国では相当な数の書籍が閲覧禁止もしくは閲覧禁止要求の対象とされるようになった。対象となった書籍の大半は人種、ジェンダー、セクシュアリティに関するものである。ある本を巡り保護者や地域関係者が教師、学校管理者と議論するこれまでの禁書運動とは異なり、特定のテーマに焦点を当てた取り組みを全国化しようとする保守系のアドボカシー団体から地元のグループがサポートを得ているのが特徴である。また禁書運動は地域コミュニティでの議論にとどまらず、法律や立法措置を伴うことが多い。ジャーナリスト、学者、図書館司書らは、この組織的でしばしば潤沢な資金源をもとにした禁書運動は、偏見の社会的構造や米国史について生徒が学ぶ内容を制限しようとする他のバックラッシュと連続したものとみなしている。禁書の対象にはアート・スピーゲルマンの『マウス』やジェリー・クラフトの『New Kid』などの著名な作品も含まれる。アメリカ図書館協会によれば、2022年の図書の取り締まり要求は1269件に上った。これは同協会が検閲に関するデータを収集し始めてからの20年間で最多だった。2023年現在も、昨年を上回る勢いである。

## 背景および広がり
2021年秋、アメリカ図書館協会（ALA）には330件の禁書要求が寄せられた。これは同協会によれば「前代未聞の」ペースであったが、ALAの概算では82－97パーセントの要求は記録されないため実際より少ない数字である。生徒が閲覧禁止を要求したのはわずか1パーセントで、大半は保護者あるいは図書館利用者からのものである。2022年1月、ニューヨーク・タイムズ記事は「保護者、活動家、学区教育委員会関係者、議員が全米各地で過去数十年の間に類を見ないペースで図書の閲覧禁止を要求している」と報じた。2022年4月、非営利団体PENアメリカは過去9カ月間に1145冊の書籍がターゲットとなり1586件の閲覧禁止措置が取られたと発表した。同月、ALAは書籍検閲に関する年次報告の中で、小中学校、大学、公共図書館の蔵書から書籍を撤去する攻撃が2021年に729回行われ、1597件の禁書要求あるいは図書の撤去に至ったと発表した。これは1年間で記録された図書撤去・禁書要求数としては、ALAが20年以上前に書籍検閲状況の調査を初めて以降最も多い数となった。2022年1月から8月までの8カ月でALAが受け取った禁書要求数は681件で、対象となった書籍は1651冊にのぼる。書籍の大半は、人種、性別の自認、性的指向、ジェンダーを題材にしたものである。
一般に、保護者、教員、生徒、その他関係者は学校で生徒が読む作品に対して懸念を表明することがある。カリキュラムに含まれたり図書館の蔵書となった書籍に対して異議申し立てがある場合、通常は書籍を読む側が関与し、該当書籍の適切さを議論し、教員レベルあるいはクラスや学校、そして学校区単位で可否が決定される。しかし2021-2022年に多発した禁書要求や閲覧禁止決定は、数の多さだけでなく、戦略と政治的関与の面でもこれまでの状況とは異なり、教員や地域の教育委員会のみならず、保守団体、活動家、そして政治家が禁書運動を牽引し、禁書にまつわる法案の提案や請願を行うなど、通常よりも高度に政治的な様相を見せた。
全米規模で活動する支持団体が関与していることも2021－2022年の禁書運動が過去のものとは異なる点である。  No Left Turn in Education (教育の左傾化禁止)やParents Defending Education（教育を守る親たち）のような全米規模で活動する団体が、裕福な保守派の資金提供者と関わりながら地域レベルで運動に保護者たちを動員し、リソースや洗練された戦略を提供している。NBCニュースは「2021年6月の段階で人種やジェンダーに関する授業を妨害する目的の団体は、地域あるいは全米規模で少なくとも165存在する」と報じた。禁書運動の多くは、No Left Turn in EducationやMoms for Liberty（自由を求めるママたち）のような保守系支援団体がオンラインにアップした書籍リストを使って行われている。このリストは地元の小中高や公共図書館を監査する親たちの間で回され、該当の図書があるかどうかが確認される。No Left Turn in Educationの場合、「批判的人種理論」、「反警察」そして「包括的性教育」などのカテゴリー別(当団体によれば「過激で人種差別的なイデオロギーを生徒に広めるのに使われる」)リストを管理している。禁書リストの配布は、実際にその本を読んだことがない人たちから禁書要求が出されることを意味している。
これらのグループはそれぞれ独立して活動しているが「妨害、広報活動、動員の戦略は共通している。教育委員会の会合に大挙して押し寄せ、時間のかかる公文書開示請求、白人生徒への差別を主張した訴訟、連邦機関への告訴を通じて、学校区を大わらわにさせる」とNBCニュースは報道している。ロードアイランド在住のある保護者は200件以上の記録請求をしたため、スタッフがその対応をするのにのべ300時間を要した。ある地域では、これらの団体が他の活動家と連携し、学校が行った新型コロナウイルス感染防止措置に抵抗した。保守系メディアの注意を惹き付けることにも成功し、マサチューセッツ大学政治学教授のモーリス・T.カニンガムは、親の権利グループについて「デイリー・コーラー、ブライトバート、そしてFOXニュースと強い関係を築いた」と述べている。
2020年、ジョージ・フロイド事件をはじめとする警察権力による武器をもたない黒人の殺害をきっかけに、警察の蛮行や制度化された人種差別に対する抗議活動が広がったり、人種差別について生徒に話す教員や学校が現れた。このような流れやブラック・ライヴズ・マター運動への反発から、人種差別などの問題を省略したりホワイトウォッシュしたりして理想化された米国史を生徒に教えるよう求める運動が広がった。禁書運動の広まりについて多くのジャーナリストや学者は「批判的人種理論」（制度化された人種差別や米国の人種の歴史などの学習範囲）を教えることへの反発との関連性を指摘している。白人種や男性に関する特権や、制度的バイアスに関する幅広い用語が使用禁止となり、多くの書籍の排除につながった。ミシガン大学の教育学教授、エボニー・エリザベス・トマスは「黒人のことなら何でも批判的人種理論と見做される」とまとめている。禁書賛成派は、人種差別や歴史を扱った授業が白人生徒に居心地悪い思いをさせ、罪悪感を抱かせる可能性に言及する。有色人種あるいはLGBTQコミュニティに関する本が、みだらな言葉や性的描写が図書撤去の理由とされることもある。たとえばもっとも禁書要求を受けた本のひとつであるアンジー・トーマスの『ザ・ヘイト・ユー・ギヴ　あなたがくれた憎しみ』は、白人が大半を占めるエリート私立校に通う貧しい地区出身の黒人の少女が、白人警官が幼馴染を殺すのを目撃したことで全米のニュースに巻き込まれる話だが、みだらな言葉が含まれるという理由で禁書にするよう呼びかけられている。
図書検閲を研究するウェバー州立大学教授、リチャード・プライスは「社会の変化に対する懸念と不安に駆り立てられて禁書を求める人は周期的に現れる。直近の課題が何であれ、懸念や恐怖が人々を書籍の排除に駆り立てる原動力になる」と述べる。
2020年に焦点が批判的人種理論に移る前、いちばん閲覧禁止となったのはLGBTQ包括に関するものだった。バレリー・ストラウスは1650年にウィリアム・ピンチョンの『私たちの救いの功績』が冒涜罪として告発されたときから、『ハックルベリーフィンの冒険』（2000年から2009年まで、もっとも禁書要求の対象となった）や『ハリーポッター』シリーズに至る米国の検閲史の文脈において分析を行い、ワシントン・ポスト紙に寄稿した。ストラウスと教育史家アダム・ラーストは、この傾向を20世紀初頭の学校教育におけるチャールズ・ダーウィンの『種の起源』と進化論に対する異議申し立て（保護者を動員して教育委員会を乗っ取ったり、子どもたちの純真さを守るためと主張する大々的な立法案を提出したりする点で戦略性が類似している）に結び付けている。2022年末から2023年始にかけて禁書運動は激化し、異議を唱えられた書籍を利用可能にしていると見なされた図書館を閉鎖したり図書館システムへの資金援助を打ち切ったりする提案がいくつかの州の当局者から出されるに至った。
ワシントン・ポストによる2023年の分析では、2021年から2022年にかけて行われた禁書要求の大半は、わずか11人によって提出されたものだった。

## 反応
言論の自由論者や学者、ジャーナリスト、その他評論家は上記のような運動を地方・州レベルの政治や立法を利用して、歴史や文化などについてイデオロギー的に偏ったバージョンの米国を教育に押し付けようとする動きの一環とみなしている。ラジオ番組The Takeawayのメリッサ・ハリス＝ペリーは、禁書運動に共通した背景の一つとしてジェンダーアイデンティティなどの問題に対する不快感を挙げているが「その不快感は大人が若い学習者に負わせたものであることが多く」、そうでなければ若者はより心を開き、伝統的な性別役割の枠外でものを考える傾向が強いと語る。ニューヨーク公共図書館のションティー・バーンズ＝シンプソンは、文脈を無視して本の1ページ、あるいは引用文ひとつを取り出し、その引用文に対する第一印象に基づいて本の価値を決める問題を指摘し、そのような行為は本に書かれてある言葉を奪うだけでなく、その本が提起する概念を巡る会話の機会を奪ってしまうと述べた。
アメリカ図書館協会は「閲覧禁止要求と図書館からの書籍撤去の件数が劇的に増加している」ことを受け、同協会の執行委員会および8部門の理事会が署名した声明を発表した。このなかで同協会は「いくつかの団体が、周縁化された人々の声は書架には居場所がないとして、そのような人々の声が反体制的で不道徳、あるいはもっとひどい存在であるとの間違った主張に基づいて、当局の役人に（誘導して）憲法上の原則を放棄させ、法の規則を無視させ、個人の権利を無視し、図書館の蔵書に対する政府の検閲を推進している」として非難した。同協会の広報担当者はABCニュースの取材に対し、禁書要求に関する仕事を始めて以来「人種やジェンダーの多様性に関する禁書運動がここまで広範に行われたことはない」と語った。
全米反検閲連盟の広報担当者は、このような現象は、決定に従わざるを得ない教員、自分たちを取り巻く世界を反映したストーリーに触れられない学習者、そしてそれらの物語に描かれた周縁化されたグループに所属して自分たちの本当のストーリーや人生が読まれるに値しないと気づく生徒など、「あらゆる利害関係者にとって有害」と述べた。2023年4月24日、ホワイトハウスで行われた教育者をたたえるイベントの席上、ジョー・バイデン大統領は「本の閲覧を禁止しようとしたり、実際禁止したりする公選役職者と闘う大統領に自分がなるとは思っていなかった。本棚が空っぽでは子どもたちの学びの助けにならない。それに私は、自分の子どもが学べること、何を考えていいのか、何になれるのかについて政治家に指図されたい親に出会ったことがない」と述べた。2023年6月、バイデン政権は米国教育省に図書禁止令の増加に対応するコーディネーターを任命したと発表した。このコーディネーターは図書の制限が生徒にとって敵対的な環境を作り出すことや、連邦公民権法に違反する可能性があるかについて、学区に訓練と助言を行う。
閲覧禁止処分となった書籍の多くの著者が発言している。中には処分を名誉の勲章と見なす者もいたが、それを苦痛に感じる者もいた。『Cindellera is Dead』の著者ケイリン・バイロンは、「こうしたことは、特に公教育システム内にいまだに存在する偏見の度合いを物語っている」と語る。 クワミ・アレクサンダーは、書籍を閲覧禁止にしようとする人たちに子どもの頃多様な視点を経験する機会があれば、そのような関心を持っていなかったかもしれないと述べた。禁書対象としてもっとも頻繁に名前のあがる『フッド・フェミニズム ないことにされている、有色人種のフェミニズム』のミッキ・ケンダルは、禁止処分は実際には子どもがその本を読むことを止めることはない「馬鹿げた宣伝行為」であると述べた。なぜなら「子どもにとって禁じられた本ほど魅力的なものはないのだから」。『オール・アメリカン・ボーイズ』共著者のジェイソン・レイノルズは禁書運動について、親が怖いと思うことから子どもを保護しようと手を尽くそうとしているという意味合いが強く、子どもを怖がらせるものが問題なのではないと述べた。
多くの場合、ある書籍が閲覧禁止になると、販売部数が増える結果になる。例として、ジェリー・クラフト、トニ・モリソン、アダム・ラップらの作品が挙げられる。閲覧禁止処分による人気向上効果と、インターネット時代にアクセスが容易になったことなどから、書籍へのアクセスが困難だった時代に比べて、閲覧禁止の影響はさほど大きいものではなく、閲覧禁止はむしろ儀式的な行為となっている。複数の批評家は、これは生徒がアクセスできるものを制限するというより、教員や図書館員を懲らしめたり委縮させる効果を狙ったものだと主張する。例えば、アイオワで提出された法案は図書館員の刑事訴追が可能になる。シカゴ大学歴史学教授エイダ・パーマーによれば、どの時代でも検閲の主な目的は「既に存在する本を黙らせたり破壊したりすることではなく、人々を怯えさせ、今後同じような作品を読んだり買ったり、創作したりする意欲を失わせることにある」という。何人かのコメンテーターは、保守派の識者や政治家が「キャンセル・カルチャー」を強く批判しながら、学生を不快にさせる可能性のある本の禁止を支持するのは偽善的だと主張している。
ニューズウィーク誌のアダム・セテラは、カリフォルニア州の学校で『アラバマ物語』が閲覧禁止になったこと、ドクター・スースの本が図書館や書店から姿を消したこと、リベラル派がハリーポッターの本を燃やしている動画などを挙げ、書籍を撤去することでは右派も左派も「有罪だ」と論評した。
ワシントン・ポスト紙のアンジェラ・ハウプトは、民主党の政治家とリベラル派保護者が、人種差別的な言葉遣いや人種への蔑称、そして「白人の救世主」的な登場人物が含まれているからという理由で、『ハックルベリー・フィンの冒険』、『アラバマ物語』、『二十日鼠と人間』などを閲覧禁止にした取り組みも指摘する。
リーズン誌のキャサリン・マングー＝ウォードは、禁書処分要求は政治的意見や美的嗜好のスペクトルのあらゆるところから出てきてはいるが、例えばクィアなテーマあるいは登場人物の本にますます重きが置かれるようになってきているなど、ALA作成の禁書要求もしくは処分を受けた本のリストは右寄りであると指摘する。だが、「リストがもつバイアスが、情報収集者の懸念の産物なのか、根底にある現実を反映したものに過ぎないのかは、議論の余地がある」とも付け加えた。
ナショナル・レビュー誌のカイル・スミスは、テネシー州マクミン郡の教育委員会による学校カリキュラムから『マウス』を削除した行為を、ワシントン州の教育委員会が必修カリキュラムから『アラバマ物語』を削除したときには使わなかった「禁書」と呼んだダブルスタンダードをもつメディアを非難した。

## 注目すべき事例

### セントラル・ヨーク学校区
2020年8月、ペンシルヴェニア州ヨーク郡の中央に位置するこの学校区のダイバーシティ委員会は、ジョージ・フロイドの事件を受けた抗議活動のさなかにある生徒や地域住民のために読書リストを作成した。人種、ダイバーシティ、そして文化の問題について生徒が学習するときのガイドとして作成されたものだったが、教育委員会は撤去する書籍リストとして使用し、数か月後にはそれらの本を「凍結」すると投票により決定した。教育委員会の決定はあまり注目を集めなかったが、2021年8月にある校長がスタッフに送ったメールに対して、かなり反発する声が上がった。メールのなかで校長は教員に対し、リストに載っているどの本もクラスで使うことを禁じていた。リストに挙げられた何百もの本は主に米国の黒人とラテン系アメリカ人の表象に関するものだった。ニューヨークタイムズ紙が伝えたように、「白人の子どもたちに白人であることに対して後ろめたい思いをさせたり、生徒を『教化する』」読み物に反対する親もいた。生徒たちは、黒いTシャツを着てSNSを使って主張し、始業前に連日ピケを張って抗議活動をした。これらの本は審査されるまで「禁止処分」ではなく「凍結」されていると学校関係者は述べたが、本はほぼ1年間、書棚から撤去されたままだった。ペンシルヴェニア州教育協会の広報担当者は、ヨーク・デイリー・レコード紙に対し、「この資料を見れば、何が禁書になったかに不快感を禁じえません。彼らは黒人の意見が入った読み物を禁書にし、それからすでに1年経とうとしているのに代替案の提案すらしません」と述べた。教育委員会は2021年9月にふたたび禁書について会議を開き、処分を再確認した。批判が起きるなか、その後まもなく委員会は会議を再招集し「審査する時間が欲しかっただけで、読み物を禁書にする意図はなかった」と決定を覆した。

### テキサス州議会下院法案3979号
テキサス州は2021年7月、州議会下院法案3979号を可決した。テキサスの「批判的人種理論法」として知られるようになったこの法律は批判的人種理論がどの保守派にも反対される学術分野となった後、生徒が人種、人種差別、性、セクシズム、あるいはこれらの概念がアメリカの文化や歴史のなかで果たす役割について、どこまでどのように学ぶかを制限するものである。この法律の成立によって、その施行の仕方に関する混乱もあり、多くの書籍に対する禁書処分要求が出される結果となった。
2021年10月、テキサス州議員マット・クラウスが「生徒に不快感を持たせる可能性のある」人種、セクシュアリティ、歴史関連の850冊の書籍を含むリストをテキサスの各教育長に配布した。それらの本の著者の大半は女性、有色人種、あるいはLGBTQの人であった。クラウスはどの学校区がこれらの本を所有し、いくら費やしたかを知ろうとした。このリストには、ウィリアム・スタイロンの『ナット・ターナーの告白』、タナハシ・コーツの『世界と僕のあいだに』、リアン・K・カリー＝マッギーの『LGBT Families』、ミッキ・ケンダルの『フッド・フェミニズム ないことにされている、有色人種のフェミニズム』、マイケル・バッソの『10代の性に関するアンダーグラウンド・ガイド： 現代のティーンエイジャーと親のための必須ハンドブック』、アムネスティ・インターナショナルの『生まれながらに自由で平等：写真で見る世界人権宣言』まで、多種多様なベストセラーや受賞歴のあるフィクションやノンフィクション作品が含まれていた。このリストに入った本の著者は怒りと誇りの入り混じった反応をみせた。テキサス州教員協会の会長は「魔女狩り」と呼び、「教室への不穏で政治的に行き過ぎた介入」であるため、法的懸念があると述べた。クラウスは自分の動機も意図も明らかにしていないが、テキサス・トリビューン紙は下院法案3979号と関係していると推測している。
ケイティ独立学校区は2021年10月、ジェリー・クラフトの『New Kid』を排除し、著者を招いたイベントを中止した。 2020年度カーカス賞、ニューベリー賞、コレッタ・スコット・キング賞などを受賞したこのグラフィックノベルは、私立校に編入したときカルチャーショックを経験した12歳の黒人少年が主人公である。同学校区は、この本が批判的人種理論、マルクス主義、そして「逆差別」を助長するとして行われた署名運動を受けてこうした措置を取った。この署名運動を始めた人は、マスク着用義務を巡って学校区を提訴した人と同一人物であり、クラフトがインタビューのなかで「マイクロアグレッション」について語っているのを聞いたと述べた。彼女はそれが批判的人種理論に関係するイデオロギーの証拠だとした。ラフトによれば、この本を執筆した当時、批判的人種理論について何の知識も持ち合わせてなかったという。全米から注目されるなか、審査委員会はこの本を書架に戻すこととクラフトを招いたイベントを開くという決定をした。2021年11月、グレッグ・アボット知事は、学校図書館で子供たちがアクセスできるポルノやわいせつ物に関する調査を公表した。クラウスとアボットによる調査を受けて、サンアントニオ学校区は2021年12月、400冊以上の書籍を処分した。

### 『マウス』とマクミン郡学校区
アート・スピーゲルマン『マウス』はポーランド系ユダヤ人としてホロコーストを生き残った体験について父親にインタビューしたノンフィクション作品である。この作品はグラフィックノベル仕立てで、いろいろなグループに属する人々をそれぞれ異なる動物として描いている。これはグラフィックノベルとして初めてピュリッツアー賞を受賞した作品でもある。
2022年1月10日、テネシー州のマクミン郡学校区理事会は8年生（日本の中学二年生）の英語でこの本が使われることに懸念を表明し、学校区内の学校で使われているカリキュラムから『マウス』を削除した。これは、この本を承認した州のカリキュラム審査を覆す決定だった。 理事会は「荒っぽい言葉遣い」と「不必要な」みだらな言葉（『くそ』などを含む8つの単語）、女性を表象する（ヌードの）猫の小さな絵、殺人、暴力、自殺への言及などをその理由に挙げ、年齢相応さと地域社会の価値観に合致しているかどうかに疑問を呈した。この撤去は、ホロコースト追悼記念日の前日に批判を浴び、国際的なメディアの注目を集めた。スピーゲルマンは理事会の決定を「ジョージ・オーウェルを思わせる」ものとし、理事会の議事録を読むと「なぜホロコーストをもっと楽しいものとして教えられないのか」と言っているようなものだと語った。公選役職者、作家、ジャーナリスト、図書館員、学者のなかには反対を表明する者が現れた。アリゾナ州立大学のジェームズ・ブラシンゲームは、『マウス』を不気味にしていることは、ホロコーストを扱う本ならどんなものでも不気味にさせるものだと主張した。禁書処分を巡って注目度が上がったため、『マウス』の売り上げが急増し、アマゾンではベストセラー1位になった。テネシー州内のある書店は、欲しい生徒に『完全版マウス』を無料で提供すると呼びかけ、その需要を賄うためGoFundMeでクラウドファンディングを立ち上げた。

### フロリダ州の教育における親の権利法案
2022年1月11日、ジョー・ハーディング元下院議員は「教育における親の権利」下院法案1557（通称「ゲイと言ってはいけない」法案）を提出した。フロリダ州知事ロン・ディサンティスが2022年3月28日に法案に署名して法律が成立し、2022年7月1日に発効した。この法律には他の条項が含まれるが、キンダーから3年までのクラスでは、性自認と性的指向に関する話し合いや指導を禁止するものである。小学4年から12年生の場合、性自認・性的指向に関する事項は「年齢もしくは発達的に相応」だと州が定めることに話し合いの内容を制限している。しかし2023年4月、フロリダ州教育委員会は、親が辞退でき、他に明示的な州の要件が揃っている性教育の授業だけは例外とし、性自認・性的指向に関する教室での授業禁止を4年生から12年生にも拡大した。2023年5月、フロリダ州議会はHB1069を可決し、法令での完全禁止をプレ・キンダーデンから8年生まで拡大した。
これらの法律が成立したことで州内の各学校区はLGBTQに関連する書籍を処分した。この法令に従おうと、レイク郡学校区は40冊の本の貸し出しを制限したが、その大半はLGBTQをテーマにしたものだった。貸し出しが制限された書籍には、ジル・トゥイスの『A Day in the Life of Marlon Bundo』、ピーター・パーネルとジャスティン・リチャードソンの『タンタンタンゴはパパふたり』、そしてパトリシア・ポラッコの『ふたりママの家で』などが含まれる。さらに法律を理由に、セミノール郡は、LGBTQ+ ないしジェンダーノンコンフォーミングな人物が登場する書籍3冊（ジェシカ・ハーゼルとジャズ・ジェニングスの『私はジャズ』、イアン・ホフマンとサラ・ホフマンの『Jacob’s New Dress』、そしてマーカス・イーワートの『10,000 Dresses』）を貸し出し禁止にした。2023年6月、パーネルとリチャードソンが「教育学的に正当な理由なく」『タンタンタンゴはパパふたり』の閲覧を禁止したかどでレイク郡学校区を提訴した。 リチャードソンは、2022年12月にレイク郡が行うまで、2005年に発売されたこの本が公立学校の図書館から永久に締め出される対象になることは一度もなかったとコメントした。

### マディソン郡公共図書館システム
ミシシッピ州リッジランド市長は、既に市議会によって承認されたマディソン郡公共図書館システムに対する11万ドルの財政的支援を拒否した。その理由としては、図書館にLGBTQ+がテーマの蔵書があることをあげ、市長は自らの宗教的信念を理由に、全ての書籍が撤去されるまで資金を送らないとした。図書館システム専務理事トーニャ・ジャクソンは「これは公共図書館であって、地域社会全体の役に立っていると説明した。図書館の蔵書は、地域社会のダイバーシティを反映していると市長に伝えた。彼は、私たちが図書館を役立てたい人になら誰にでも役立ててあげればいいが、自分は天にいます主だけに役に立つと言った」と述べた。財政支援が打ち切られた図書館は、ファンドレイジングを始めて8日間で7万7千ドル集めた。財政支援が打ち切られた結果市議会が招集され、20人以上の市民が発言し、会議自体は2時間に及んだ。市民の一人は撤去対象の本を「汚らわしい」「ポルノ的」と描写した。 

### ハミルトン郡教育委員会
テネシー州ハミルトン郡の教育委員会は、公立学校図書館の図書選定と既に書架にある書籍に対する苦情に関する方針のたたき台作成を目的とした書籍審査委員会を創立した。この委員会には、ハミルトン郡の9学区からそれぞれ2名ずつ代表者が招かれ、各メンバーがこの方針とどのように変更すべきかについて、それぞれの考えや意見を述べ合った。この委員会は教育委員長タッカー・マクレンドンが委員会の構想を提案した後、第1学校区代表のロンダ・サーマンが議長となることで合意した。委員会議長就任の動機についてサーマンは「私はただ、税金が何を買うのに使われているのか、図書館には何があるのか、そのプロセスなどを市民に伝えたいと思っているだけです」と述べた。個人的な見解を述べた記事のなかでサーマンは、ブリジッド・ケマラーの『私たちには解せないこと』、アンジー・トーマスの『オン・ザ・カム・アップいま、這いあがるとき』、ロビン・ベンウェイの『Far from the Tree 』、そしてアンジー・トーマスの『ザ・ヘイト・ユー・ギヴ　あなたがくれた憎しみ』の4冊は学校図書館にふさわしくないと思うと語った。数週間にわたる討論の後、新しい方針である4.402と4.403が2022年3月17日に行われたハミルトン郡学校区教育委員会の会議に提出された。この方針によれば、報告を受けた図書は不快さと文学的価値のバランスで評価されることが求められる。不快な内容が文学的価値を上回る図書は学校図書館の書架から排除されることになる。
ハミルトン郡では2021年以来この話題の議論が続いているなか、議論の両側の意見を代表する多くの地域住民が、提案された方針変更について声を上げた。テネシー学校図書館員協会やテネシー図書館後援者など多くの団体が、「生徒の読書をする自由と束縛のない情報へのアクセスは憲法修正第1条で保障されている」ことを理由に、学校区とサーマンに反対する意見を述べた。2022年3月17日の教育委員会会議で方針が提案されたとき、パブリックコメントの時間に新たに提案された方針について賛成・反対の両方の意見がおよそ10名の地域住民から出された。方針4.402と4.403は現在、学校区弁護士スコット・ベネットによって修正・アップデートされているところである。いったん最終決定が出されると、これらの方針は教育委員会での討議と2度の異なる投票を経て方針が制定されることになる。

### バージニアにおける『ジェンダークィア』と『A Court of Mist and Fury 』
2022年5月、バージニア州下院議員で共和党員のティム・アンダーソンが、『ジェンダークィア』と『A Court of Mist and Fury 』に対する暫定的差し止め命令の申立を裁判所に申請した。書店や図書館が未成年者へこれらの本を提供するのを制限することが目的だった。アンダーソンは、上院選を戦っている最中の共和党員トミー・アルトマンの代わりに申請をした。バージニア州米国自由人権協会が代理人となった独立系書店と団体のグループが、この申立は意見だと主張する弁論趣意書を提出。バーンズ＆ノーブルも棄却を求める弁論趣意書を提出した。数か月後の8月、裁判官はこの訴訟を却下した。